# Hans Bernd von Haeften

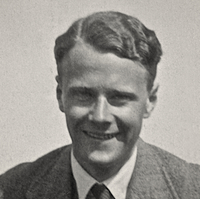
Hans Bernd von Haeften

Hans-Bernd August Gustav von Haeften (ur. 18 grudnia 1905 r. w Berlinie, zm. 15 sierpnia 1944 r. tamże) – niemiecki prawnik oraz członek niemieckiego ruchu oporu przeciwko rządom Adolfa Hitlera.
Haeften urodził się w Berlinie, w rodzinie Agnes i Hansa von Haeftena, oficera armii i prezesa Reichsarchiv. Miał dwoje rodzeństwa: Elisabeth i Wernera.
Po ukończeniu studiów prawniczych, w czasie których uczestniczył w tzw. wymianie studentów z uniwersytetem w Oksfordzie, znalazł zatrudnienie w Fundacji Stresemanna, a następnie w roku 1933 zatrudnił się w Ministerstwie Spraw Zagranicznych. Pracował przede wszystkim w wydziale kulturalno-politycznym, a także jako attaché kulturalny w Kopenhadze, Wiedniu i w Bukareszcie.
W roku 1940 von Haeften został kierownikiem wydziału kulturalno-politycznego ministerstwa, lecz odmówił akcesu do partii nazistowskiej.
Od roku 1933 należał do Kościoła Wyznającego (ruchu w kościele luterańskim, przeciwstawiającego się narodowemu socjalizmowi). Posiadał kontakty z tzw. Kręgiem z Krzyżowej (tajną, nielegalną organizacją, odpowiedzialną za zamach na życie Hitlera). 
Jego najważniejszymi partnerami w tych kontaktach byli Ulrich von Hassell oraz Adam von Trott zu Solz.
Z przyczyn religijnych i moralnych odmówił udziału w zamachu na życie wodza, który przygotowywał Krąg z Krzyżowej, popierał jednak starania o pozbawienie Hitlera władzy i zgodził się, w przypadku powodzenia spisku, przejąć władzę w Ministerstwie Spraw Zagranicznych.
W styczniu 1944 r. von Haeften przestrzegał swojego brata, Wernera, przed zastrzeleniem Hitlera, gdyż w ten sposób złamałby piąte przykazanie.
Von Haeften został aresztowany 23 lipca 1944 r., trzy dni po nieudanym zamachu w kwaterze Wehrmachtu Wilczy Szaniec w Gierłoży k. Kętrzyna w Prusach Wschodnich. Jego brat, jako adiutant Clausa von Stauffenberga, został rozstrzelany za udział w spisku. 15 sierpnia von Haeften stanął przed Sądem Ludowym. W trakcie zeznań nazwał Hitlera "sprawcą wielkiego zła". Został skazany na śmierć i powieszony tego samego dnia w więzieniu Plötzensee w Berlinie.